# Hrabstwo Granite
Hrabstwo Granite (ang. Granite County) – hrabstwo w stanie Montana w Stanach Zjednoczonych. Obszar lądowy hrabstwa obejmuje powierzchnię 1727,44 mil² (4474,05 km²). Według szacunków United States Census Bureau w roku 2009 miało 2879 mieszkańców. Siedzibą hrabstwa jest Philipsburg.

## Miasta
- Drummond
- Philipsburg
- Maxville (CDP)